# هایدا گوای
هایدا گوای (هایدا: X̱aaydag̱a Gwaay.yaay) (تا سال ۲۰۰۹ به‌طور رسمی جزایر ملکه شارلوت) گروهی از جزایر است که در سواحل استان بریتیش کلمبیا در کانادا واقع شده‌اند. این مجمع‌الجزایر شامل دو جزیره اصلی به نام‌های گراهام و مورس‌بی و همچنین ۲۰۰ جزیره کوچک‌تر است که از میان آن‌ها جزایر لوئیز و لایل بزرگ‌ترین هستند.

## نام‌گذاری
نام استعماری جزایر، «جزایر ملکه شارلوت»، توسط کاپیتان جرج دیکسون انتخاب شد و به نام کشتی او، Queen Charlotte، که خود به افتخار ملکه سوفی شارلوت از مکلنبورگ-اشترلیتز، همسر پادشاه جرج سوم بریتانیا نام‌گذاری شده بود، گذاشته شد. از ۱۱ دسامبر ۲۰۰۹، نام این جزایر به افتخار بومیان ساکن در آنجا، رسماً به هایدا گوای تغییر یافت.

## جغرافیا
آب‌وهوای این جزایر معتدل و بارانی است، به‌ویژه در فصل پاییز و زمستان. بارش برف در ارتفاعات پایین نادر است.
این جزایر زیستگاه گونه‌های کمیاب و بومی بسیاری از جانوران است، از جمله بزرگ‌ترین زیرگونه خرس سیاه آمریکایی (Ursus americanus carlottae). همچنین، گونه‌های مختلف درختی مانند کاج ساحلی، توسکا قرمز آمریکایی، و سرو بزرگ غربی در این منطقه بومی هستند.
در جزایر، سه پارک حفاظت‌شده وجود دارد:
- Naikoon Provincial Park با مساحت ۶۹۱٫۶۶ کیلومتر مربع، Gwaii Haanas National Park در جنوب جزیره مورس‌بی که شامل ۱۳۸ جزیره با مجموع مساحت حدود ۱۵۰۰ کیلومتر مربع است، Pure Lake Provincial Park که در ۱۵ کیلومتری شمال مسِت قرار دارد.
Delkatla Wildlife Sanctuary نیز پناهگاهی برای بیش از ۱۴۰ گونه پرنده است. هایدا گوای یکی از بزرگ‌ترین کلونی‌های زادآوری سیلور آلک را در خود جای داده که برخی از این کلونی‌ها بیش از ۱۰۰٬۰۰۰ پرنده دارند. جمعیت آلک آلوتی نیز در گذشته در جزیره لانگارا بسیار زیاد بود، اما ورود موش‌ها این کلونی‌ها را نابود کرد. تلاش‌هایی برای ریشه‌کنی موش‌ها در این جزیره در حال انجام است. با این حال، راسوهای وارد شده همچنان تهدید بزرگی برای پرندگان زمین‌زا هستند.

## جمعیت و سکونتگاه‌ها
تقریباً نیمی از ۵۰۰۰ ساکن این جزایر از بومیان هایدا هستند که در کانادا با نام First Nations شناخته می‌شوند.

### مهم‌ترین سکونتگاه‌ها
- مَسِت: با حدود ۹۰۰ نفر جمعیت، در شمال جزیره گراهام واقع شده و ورودی شمالی پارک Naikoon است.
- Old Masset: در نزدیکی مَسِت و با حدود ۶۰۰ نفر جمعیت، بیشتر ساکنان آن از بومیان هایدا هستند.
- پورت کلمنتس: با ۳۰۰ نفر جمعیت، در سال ۱۹۰۷ تأسیس شد و در ساحل شمال‌شرقی Masset Inlet قرار دارد.
- تلل: دهکده‌ای با ۳۷۰ نفر جمعیت در ساحل شرقی جزیره گراهام که به‌خاطر جامعه هنری خود مشهور است.
- اسکایدگِیت: با ۷۰۰ نفر جمعیت، یکی از مراکز فرهنگی هایدا است.
- داجینگ گیدز (Queen Charlotte City سابق): با ۱۲۵۰ نفر جمعیت، نزدیک به یک شهر محسوب می‌شود و بناهایی از سال‌های ۱۹۰۰ را حفظ کرده است.
- سَندسپیت: تنها سکونتگاه جزیره مورس‌بی با حدود ۶۰۰ نفر جمعیت است که به پارک ملی Gwaii Haanas نزدیک است و تولیدکننده انواع ماهی قزل‌آلا است.

تنها یک جاده به سمت ساحل غربی جزایر می‌رود و به Steilküste در Rennell Sound ختم می‌شود.

## تاریخ
در پایان آخرین عصر یخبندان، تنگه هکاته که امروز این جزایر را از سرزمین اصلی جدا می‌کند، خشک بود. تنها در حدود ۸۰۰۰ سال پیش از میلاد، سطح دریا با بالا آمدن آب این تنگه را پر کرد. در منطقه انتقالی بین دریا و خشکی ابزارهایی از دوره بلافاصله پس از عقب‌نشینی یخ‌ها یافت شده است.
هایدا از دیرباز به اقیانوس آرام سفر می‌کردند و از تیغه‌های سنگی بسیار کوچک معروف به «ریزتیغه» استفاده می‌کردند. این تیغه‌ها عمدتاً از ابسیدین ساخته می‌شدند، ماده‌ای که نوعی شیشه با منشأ آتشفشانی است و از سرزمین اصلی به دست می‌آمد. در حالی که مصنوعات مربوط به ۵۰۰۰ سال پیش از میلاد هنوز تفاوت‌های قابل‌توجهی با مصنوعات سرزمین اصلی داشتند، مصنوعات دوره ۱۰۰۰ سال پیش از میلاد تا آغاز میلاد مسیح – احتمالاً به دلیل تجارت و حملات – شباهت بیشتری به مصنوعات اقوام تِلینگیت و تِسیمشی پیدا کرده بودند. زمانی که اولین اروپایی‌ها در اواخر قرن ۱۸ به این جزایر رسیدند، هایدا از مدت‌ها قبل به عنوان جنگجویان ترسناک از آلاسکا تا کالیفرنیا شناخته می‌شدند.
جامعه هایدا به دو گروه اجتماعی به نام «کلاغ» و «عقاب» تقسیم می‌شد که از مجموع ۴۵ تبار بزرگ تشکیل شده بودند. در دوره‌ای قدیمی‌تر، به نظر می‌رسد هر خانواده در یک روستای جداگانه زندگی می‌کرده است. ازدواج تنها بین این دو گروه اجتماعی مجاز بود و فرزندان به گروه اجتماعی مادر تعلق می‌گرفتند.
برخی از خانه‌های رئیس قبیله قادر بودند بیش از ۱۰۰ نفر را در خود جای دهند. هر خانواده می‌توانست تحت فرمان یک رئیس قبیله قرار گیرد. رهبری یک روستا به ثروتمندترین و بانفوذترین خانواده تعلق داشت، اما جنگجویان می‌توانستند مقام او را به چالش بکشند. به همین دلیل رقابت شدیدی بین رؤسای قبایل نینسینگواس و اسکایدگیت وجود داشت.
جایگاه اجتماعی و شرافت در مراسم عمومی پوتلچ (Potlatch) نشان داده می‌شد که مهم‌ترین جشن بود. این مراسم رویدادهای مهم مانند ازدواج، نام‌گذاری، یا مرگ را آشکار می‌کرد، یا به مناسبت ساخت یک خانه یا برپایی ستون توتم برگزار می‌شد. پوتلچ همچنین فرصتی برای توزیع ثروت طبقه بالا به افرادی بود که دسترسی کمتری به منابع جزایر داشتند.
شیوع شدید بیماری آبله در سال ۱۸۶۲ باعث کاهش چشمگیر جمعیت شد.
در ۲۲ اوت ۱۹۴۹، ساعت ۸:۰۱ صبح (به وقت محلی)، زمین‌لرزه‌ای با بزرگی ۸٫۱ در نزدیکی جزایر ملکه شارلوت رخ داد که قوی‌ترین زمین‌لرزه ثبت‌شده در تاریخ کانادا است. مرکز این زمین‌لرزه در شرق جزیره گراهام و در گسل ملکه شارلوت بود.
از سال ۲۰۰۳، هایدا نقشه‌برداری سیستماتیکی از آثار فرهنگی خود را آغاز کردند. یکی از اهداف اصلی این کار، تهیه نقشه‌ای از درختان تغییرشکل‌یافته فرهنگی (Culturally Modified Trees) بود که با پیشرفت‌های روش‌شناختی به یکی از مهم‌ترین منابع تاریخ اولیه فرهنگ‌های بدون خط تبدیل شدند.
در ۲۷ اکتبر ۲۰۱۲، ساعت ۲۰:۰۴ (به وقت محلی)، جزایر هایدا گوای بار دیگر با زمین‌لرزه‌ای به بزرگی ۷٫۷ در مقیاس بزرگی گشتاوری لرزیدند. این زمین‌لرزه دومین زمین‌لرزه بزرگ ثبت‌شده در کانادا بود و مرکز آن در شرق جزیره مورس‌بی‌قرار داشت.
در توافقی که طی چندین دهه بین دولت کانادا و ملت هایدا مذاکره شد، بریتیش کلمبیا در سال ۲۰۲۴ مالکیت بیش از ۲۰۰ جزیره در سواحل غربی کانادا را به ملت هایدا واگذار کرد و بدین ترتیب حقوق سرزمینی بومیان هایدا گوای به رسمیت شناخته شد. این توافق اولین نوع خود در کانادا بود.

## فرهنگ
روستای متروکه نان سدینس (به انگلیسی: Ninstints) در SGang Gwaay Llnagaay (به انگلیسی: Anthony Island) بخشی از منطقه SGang Gwaii است که در سال ۱۹۸۱ به عنوان میراث فرهنگی جهانی به ثبت رسید. این روستا همچنین در همان سال توسط دولت کانادا به عنوان یک «محوطه تاریخی ملی» معرفی شد. این مکان که در حدود سال ۱۸۸۰ توسط ساکنان آن، که شمارشان تا ۳۰۰ نفر می‌رسید، ترک شد، تاریخی نزدیک به ۲۰۰۰ سال دارد. این مکان به خاطر تعداد زیاد ستون‌های توتم مشهور شده است. برخی از خانه‌های بزرگ این روستا تا سال ۱۹۸۰ همچنان در وضعیت بسیار خوبی قرار داشتند. اما در بازدیدی که در تابستان ۲۰۱۷ انجام شد، تنها بقایای فرسوده‌ای از خانه‌ها و ستون‌های توتم باقی مانده بود. آثار فرهنگی سالم این مکان برای اهداف موزه‌ای حفظ شدند.
موزه پورت کلمنتس در شهر هم‌نام خود، نگاهی به زندگی مهاجران و چوب‌بران ارائه می‌دهد.
در موزه خصوصی اد جونز هایدا در اولد مسِت، علاوه بر عکس‌های تاریخی و آثار باستانی، آثار هنری هایدا و تعدادی ستون توتم نیز به نمایش گذاشته شده‌اند.
شورای ملت هایدا (CHN) در سال ۱۹۸۰ تأسیس شد. مرکز میراث هایدا در Qay'llnagaay (شهر شیرهای دریایی)، که ساخت آن در سال ۲۰۰۰ آغاز شد، در ژانویه ۲۰۰۷ تکمیل گردید. شش ستون اولیه‌ای که در این مرکز برپا شدند، نمایانگر شش روستا و شش قبیله مرتبط با آن‌ها هستند. در سال ۲۰۰۶، نام این مرکز از طریق برنامه زبانی SHIP هایدا به "Kaay Llnagaay" تغییر یافت.
از هنرمندان برجسته هایدا می‌توان به چارلز ادنشاو و بیل رید اشاره کرد. بیل رید، که مادرش از قوم هایدا بود، هنر هایدا را توسعه داد. هنر هایدا به‌ویژه به خاطر ماسک‌ها، آثار حکاکی و استفاده از عنصر طراحی بیضی‌شکل مشهور است.